# Café Milani
Café Milani war die Bezeichnung einer seit dem 4. Juni 1848 bestehenden politischen Fraktion der konservativen Rechten in der Frankfurter Nationalversammlung.

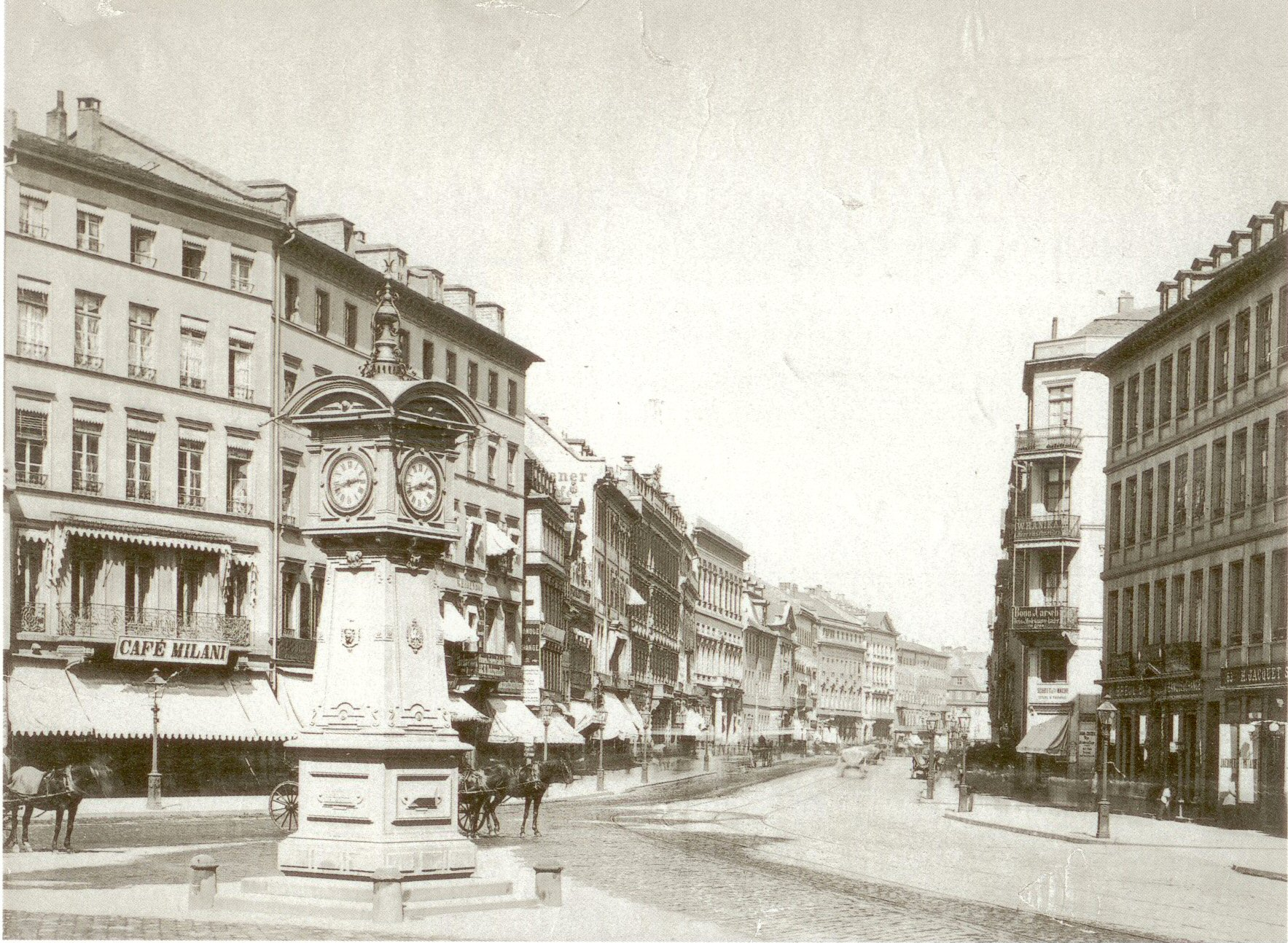
Das Café Milani auf der Zeil, um 1885 (links)

## Die Fraktion Café Milani
Bis Ende September 1848 tagte sie im Steinernen Haus, anschließend im namensgebenden Café Milani. Wie bei den meisten Fraktionen der Deutschen Nationalversammlung bezieht sich die Bezeichnung auf den üblichen Versammlungsort der Fraktion in Frankfurt am Main.
Im Café Milani trafen sich reformkonservative Abgeordnete der Nationalversammlung vor allem aus Österreich, Preußen und Bayern, die auf den Bänken der äußersten rechten Seite der Paulskirche saßen. Die Fraktion verfolgte die Großdeutsche Lösung und vertrat einen föderalen Staat, in dem die Kompetenzen des Parlaments auf Verfassungsfragen beschränkt bleiben und die Reichsregierung nicht kontrolliert werden sollte. Die Einzelstaaten sollten Monarchien bleiben, eigenständige Heere sowie von der Reichsverfassung abweichende Konstitutionen behalten.

## Mitglieder
- Alexander von Bally
- Hermann von Beisler
- Alfons von Boddien
- Karl von Bothmer
- Karl Ludwig von Bruck
- Joseph von Buß
- Heinrich Conrad Carl
- Karl von Czoernig-Czernhausen
- Albert August Wilhelm Deetz
- Johann Hermann Detmold
- Ignaz von Döllinger
- Franz Egger
- Friedrich Evertsbusch
- Eduard von Flottwell
- Carl Ernst Rudolf von Gersdorff
- Ludwig Lucas von Gombart
- Maximilian Karl Friedrich Wilhelm Grävell
- Eduard Hayden von und zu Dorff
- Eduard Hülsmann
- Joseph Kutzen
- Ernst von Lasaulx
- Eugen Megerle von Mühlfeld
- Ernst Merck
- Anton von Nagel zu Aichberg
- Johann Gottlieb August Naumann
- Max von Neumayr
- Mathias Obermüller
- Wilhelm Oertel
- Joseph von Radowitz
- Franz Reindl
- Edgar Daniel Roß
- Hermann von Rotenhan
- Jérôme von Schlotheim
- Karl von Schrenck
- Vincenz Schrott
- Wilhelm Schultze
- Maximilian von Schwerin-Putzar
- Karl Friedrich von Selasinsky
- Werner von Selchow
- Johann Nepomuk Sepp
- Wilhelm Tannen
- Julius von Treskow
- Georg von Vincke
- Georg Ludwig von Wedemeyer
- Anton von Wegnern
- Friedrich von Wulffen